# Karlsborg radio

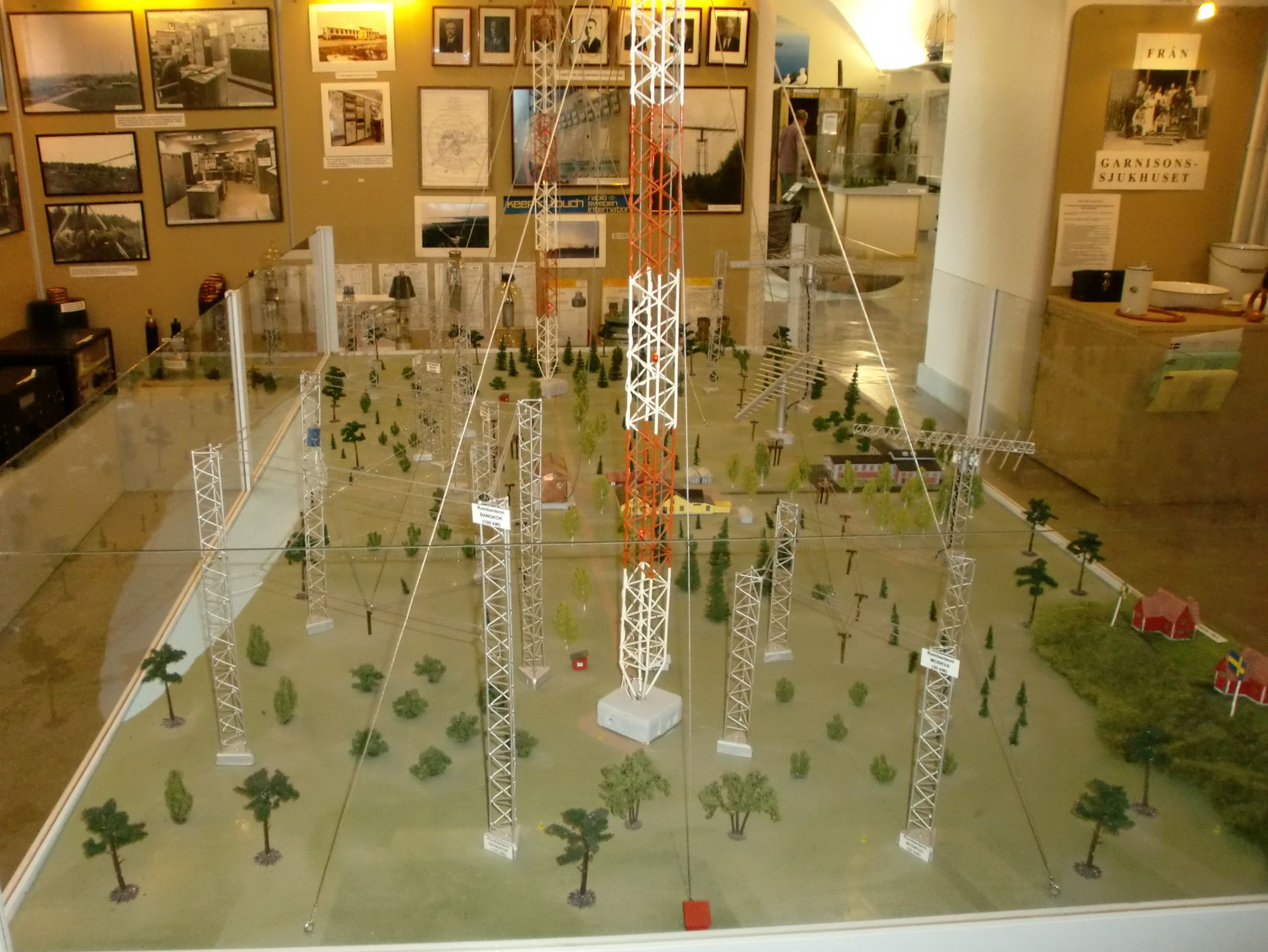
Skalamodell över stationsområdet för Karlsborg radio cirka 1970.

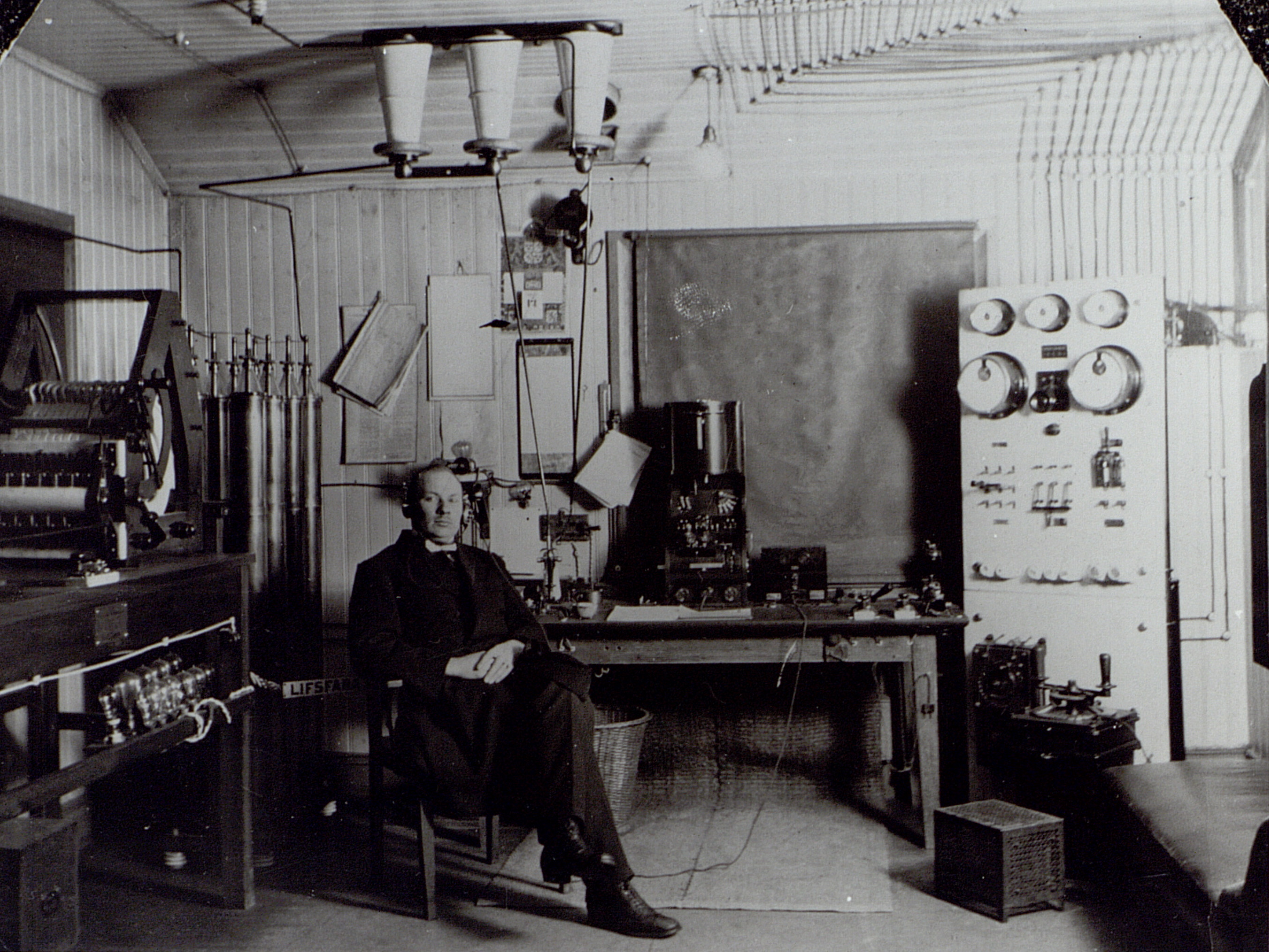
Karlborgs radiostation 1916-1918 med Carl Edvind Holm, förste radiotelegrafist.

Karlsborg radio var en så kallad centralradiostation, som har haft skiftande civila och militära användningsområden under sin existens.

## Stationens historia

### Inledning
Då det svenska behovet av radiostationer planerades 1915 togs beslut om att uppföra en ”storstation för korrespondens med andra länder”. Då Karlsborgs fästning fortfarande var planerad att skydda riksdag, regering och krigsledning i ofredstid, valdes platsen Kråks mosse 5 km sydväst om Karlsborg med tanke på att stationen skulle trygga Sveriges radioförbindelser i krig som centralradiostation. Efter att ha byggt två stycken 210 meter höga radiomaster och installerat två stycken gnistsändare för långvåg, den ena på 8 kW och den andra på hela 80 kW uteffekt togs stationen i bruk för långvågstelegrafi i december 1917 med anropssignal SAJ.

### Europas väckarklocka
Sändaren utnyttjades inledningsvis till att sända väderrapporter och pressmeddelanden till handelssjöfarten i Europa. Även trafik avseende krigsfångeutväxlingen mellan Ryssland och Österrike-Ungern hanterades via stationen. I slutet av 1919 upprättades fast radioförbindelse bland annat med England och Tyskland för att avlasta trådförbindelserna.
Den stora gnistsändaren var just då världens starkaste, och den höga effekten var ett resultat av att man ville använda stationen för fast telegramtrafik till USA. Tyvärr fick man bara sporadisk kontakt med USA och detta kom att vara fallet till radiostationen i Grimeton togs i bruk 1924. Däremot var sändaren mycket stark i Europa och fick öknamnet ”Europas väckarklocka” för sin förmåga att få slumrande telegrafister att studsa till.

### Rundradio och kortvåg
År 1922 togs en rörsändare för långvåg i drift, vilket betydde att man även kunde sända tal och musik. Denna sändare användes för provsändning av rundradioprogram och 1925–1926 även för AB Radiotjänst ordinarie program innan Motala rundradiostation togs i bruk 1927. Då räckvidden på långvåg begränsade till i huvudsak Europatrafik och de högre frekvenserna på kortvåg erbjöd större möjligheter till långdistansförbindelser, installerades 1930 en kortvågsändare med 200 W antenneffekt. Med sändaren upprättades förbindelse med New York vilket bekräftade de högre frekvensernas användbarhet, men en begränsande faktor var olika atmosfäriska förhållanden, till exempel norrsken. År 1935 ändrades anropssignalen för Karlsborg radio till SAW. Mottagningen av kortvågstrafiken från utlandet flyttades 1938 till mottagarstationen i Enköping.
Under och efter andra världskriget ökade telegramtrafiken, och sändarna på Karlsborg radio blev ett andningshål mot övriga världen. Åren 1942–1952 tillkom fem kortvågssändare på stationen och antenner för fast radiotrafik mot bland annat Rom, Moskva, Bern, Paris, Balkan, USA, Sydamerika, Bangkok och Tanger installerades.

### Ubåtssändare för Marinen
Då radiosignaler på långvåg kan tas emot av ubåtar i uläge ner till varierande djup, var Marinen intresserad av räckviddstester med Karlsborg radios långvågssändare. Till skillnad från radiostationen i Grimeton, som var den huvudsakliga ubåtssändaren, så förnyades långvågssändarna i Karlsborg med nyinstallerade sändare. En långvågssändare på 40 kW med frekvensen 50 kHz installerades 1947, och läsbarhetsprov på skala 1–5 utfördes med ubåtar under sommaren 1948. Som referens användes redan genomförda tester med långvågssändaren i Grimeton på 17,2 kHz och 200 kW. Faktorer som påverkar mottagning från ubåt i uläge är bland annat sändareffekt, antennsystem hos sändaren, frekvens, avstånd till sändaren och vattnets salthalt (högre dämpning ju saltare vatten).
Utvärderingen av proven visade ingen större skillnad mellan Karlsborg och Grimeton ned till cirka 17 meters antenndjup och distanser på uppemot 250 distansminuter. Vid mätning öster om Bjuröklubb i Bottenviken noterades läsbarhet 5 vid 19 meter antenndjup och endast 10 kW uteffekt från Karlsborg radio på 420 distansminuters avstånd, på grund av låg salthalt. Ubåtarna HMS Nordkaparen och HMS Springaren på örlogsbesök i England noterade fullt acceptabel läsbarhet med styrka 2, på 12 meters antenndjup från Englands västkust, cirka 820 distansminuter från Karlsborg, vilket förvånade Marinens expertis.
Testerna påverkade också valet av stationsplats för marinens kommande ubåtssändare Ruda radio. I avvaktan på denna station så tecknades avtal om nyttjande av stationerna i Karlsborg och Grimeton mellan marinen och Televerket. Även sedan Ruda radio byggts önskade Marinen ha stationerna som reservkapacitet i händelse av sändarhaveri, och så sent som 1981 tecknades sista avtalet mot Karlsborg. Den militära långvågstrafiken upphörde på Karlsborg radio 1993.

### Automatik och fjärrstyrning
År 1964 installerades 5 stycken nya helautomatiska kortvågssändare på 20 kW och en på 100 kW som fjärrmanövrerades från Stockholm. Dessutom installerades två stycken moderna långvågssändare. Bland trafiken kan nämnas förbindelse med FN-styrkorna. Då telegramtrafiken på kortvåg minskade under 1960- och 1970-talet kompenserades detta med att stationen i Enköping 1967 öppnade trafik med flygtelefoni. De gamla antennerna, tidigare uppsatta på trästolpar, ersattes av modernare antenner i stålmaster, däribland tre stycken vridbara så kallade logantenner.
1978 blev stationen helt fjärrstyrd från Televerket i Stockholm, och när kustradiostationen Stockholm Radio/SDJ flyttade till Årstadal 1980, tog man samtidigt över fast radio och flygradiotrafik från mottagarstationen i Enköping och sändarstationen i Karlsborg. Den största sändaren i radiostationens historia driftsattes 1973. Det var en Thomson-CSF AM-sändare med 500 kW uteffekt som användes av Riksradions utlandsprogram Radio Sweden fram till 1993. De två 210 meter höga ursprungliga antennmasterna fälldes den 6 mars 2001, och sommaren 2010 fanns bara sändare för flygtrafik på kortvåg kvar, där halvledare har ersatt elektronrör.

### Avveckling av stationen
Stationsbyggnaden med omgivande antennområden övergick 2002 i Fortifikationsverkets ägo, och flygradioverksamheten (Stockholm Radio) hyrde lokaler i stationsbyggnadens övre plan. Hyresavtalet löpte ut 2013 utan att förlängas, och de moderna sändarna flyttades därför i september 2014 till radiostationen i Grimeton, där verksamheten fortsätter. Alla elektronrörsbestyckade sändare, deras kringutrustningar samt antennparken har försålts eller skrotats. 
Området och lokalerna disponeras f.n. av Försvarsmakten, och ingen radioverksamhet förekommer längre på stationen.